# Constantin Khabenski
Constantin Iourievitch Khabenski (en russe : Константин Юрьевич Хабенский) est un acteur soviétique puis russe de cinéma et de théâtre célèbre, né le 11 janvier 1972 à Leningrad en URSS (aujourd'hui Saint-Pétersbourg).

## Biographie
Constantin Khabenski est né le 11 janvier 1972 à Leningrad (aujourd'hui Saint-Pétersbourg). En 1990, il entre à l'Institut national du théâtre de la musique et du cinéma de Léningrad (LGITMiK). En 1995, il termine ses études au LGITMiK et il est engagé au théâtre expérimental «Perekrestok», où il passe un an. En parallèle, il travaille à la télé régionale en tant qu'animateur pour les programmes de musique et d'informations.
En 2000, le Pierviy Kanal commence la diffusion de la série télévisée policière La force meurtrière où Khabenski incarne Igor Plakhov, enquêteur à la section de répression du crime organisé de Saint-Pétersbourg. Constantin Khabenski devient alors très populaire. Il enchaîne alors avec les rôles dans le Night Watch (2004) et le Day Watch (2005) de Timour Bekmambetov adaptés des romans de Sergueï Loukianenko.
Parallèlement il se produit sur scène des théâtres Satiricon (1996), Lensoviet (1997-2000), MKhAT Anton Tchekhov (2002-2014).
En 2018, il produit et réalise le drame de guerre Sobibor dans lequel il tient aussi le premier rôle, incarnant Alexandre Petcherski.

## Filmographie

### Télévision
- 2000 : Imperia pod oudarom (L'empire sous le choc)
- 2000 : Oumirat Podano
- 2000 : Slujebnoe Sootvetstvie (Service conforme)
- 2005 : Jensky roman (Roman d'une femme) : Cyrille
- 2005 : Gibel imperii (La chute de l'empire) : Lozovski
- 2005 : Delo o miortvykh douchakh : (Sur les âmes mortes): Tchitchikov
- 2005 : Essénine : Léon Trotsky
- 2000-2005 : La Force meurtrière (Ouboïnaïa sila) : Igor Plakhov (3 épisodes)
- 2005 : Mys Dobroi Nadejdi : Tchast Pervaïa, première partie.
- 2011 : Raspoutine : téléfilm de Josée Dayan
- 2013 : Piotr Lechtchenko (Пётр Лещенко. Всё, что было…) de Vladimir Kott : Piotr Lechtchenko
- 2015-2020: Metod : Major Rodion Meglin
- 2017 : Trotsky (8 épisodes)[1]

### Cinéma
- 1994 : Na kogo Bog poschliot
- 1998 : Natacha : Ferents
- 1999 : Propriété féminine (Jenskaïa sobstvennost)
- 2001 : La Suite mécanique (Механическая сюита) de Dmitri Meskhiev : Edouard
- 2001 : Admirateur (Poklonnik)
- 2002 : Ciel. Avion. Jeune fille (Nebo. Samoliot. Dievouchka.) : Grigori (Voix)
- 2002 : En mouvement  (V dvijenii) : Sacha Gouriev
- 2003 : Particularités d'une politique nationale (Osobennosti natsionalnoy politiki) : Gocha
- 2004 : Night Watch : Anton Gorodietsky
- 2004 : Les Nôtres (Svoi) : Professeur de politique
- 2004 : Déesse : Comment je suis tombée amoureuse  (Богиня: как я полюбила) de Renata Litvinova : Polossouïev
- 2005 : Le Conseiller d'État (Статский советник) de Filipp Yankovsky : Green
- 2005 : Familles à vendre (Bednye rodstvenniki, Les parents pauvres) : Edik
- 2006 : Day Watch : Anton Gorodietsky
- 2006 : Heure de pointe (Tchas pik)
- 2007 : Le triangle russe (Rousouli samkoudhedi)
- 2007 : L'Ironie du sort. Suite (Ironia soudby. Prodoljenie) : Konstantin Loukachine
- 2008 : Wanted : Choisis ton destin de Timur Bekmambetov : l'Exterminateur
- 2008 : L'Amiral : l'Amiral Alexandre Koltchak
- 2008 : Domovoï
- 2009 : Le Miracle (Tchoudo)
- 2010 : Nouvel An : voix off
- 2010 : Fioritures : Kolotilov
- 2011 : Tinker, Tailor, Soldier, Spy : Poliakov
- 2013 : Le Géographe a bu son globe : Sloujkine
- 2014 : Black Sea de Kevin Macdonald
- 2015 : L'Incroyable Destin de Savva de Maxim Fadeev (voix)
- 2016 : Collector (Коллектор)
- 2017 : Le Temps des premiers : le cosmonaute Pavel Beliaïev
- 2018 : Les Derniers Sapins de Noël (Ёлки последние) de Egor Baranov : narrateur
- 2018 : Selfie
- 2018 : Sobibor : le lieutenant Alexandre Petcherski
- 2020 : Fire (Огонь) d'Alekseï Noujny (ru) : Andreï Sokolov
- 2020 : Docteur Lisa (Доктор Лиза) de Oxana Karas
- 2021 : Normalny tolko ia (Нормальный только я) de Viktor Riurikovitch
- 2021 : Tchempion mira (Чемпион мира) de Alexeï Sidorov : Viktor Kortchnoï
- 2024 : Les Musiciens de Brême (Бременские музыканты) d'Alekseï Noujny (ru)
- 2024 : D'ici cent ans (Сто лет тому вперёд) d'Alexandre Andriouchtchenko

## Prix et distinctions
- Prix Tchaïka du meilleur acteur en 2005, pour le rôle dans Hamlet au théâtre d'art Anton Tchekhov
- Aigle d'or du meilleur second rôle masculin en 2005, pour le rôle dans Le Conseiller d'État
- Aigle d'or du meilleur rôle masculin en 2008, pour le rôle dans L'Amiral
- Artiste du peuple de la fédération de Russie : 2012
- 27e cérémonie des Nika (2013) : meilleur acteur pour Le Géographe a bu son globe
- Aigle d'or du meilleur rôle masculin en 2013, pour le rôle dans Le Géographe a bu son globe